# Acourtia hooveri
Acourtia hooveri là một loài thực vật có hoa trong họ Cúc. Loài này được (McVaugh) Reveal & R.M.King mô tả khoa học đầu tiên năm 1973.